# Acromyrmex octospinosus

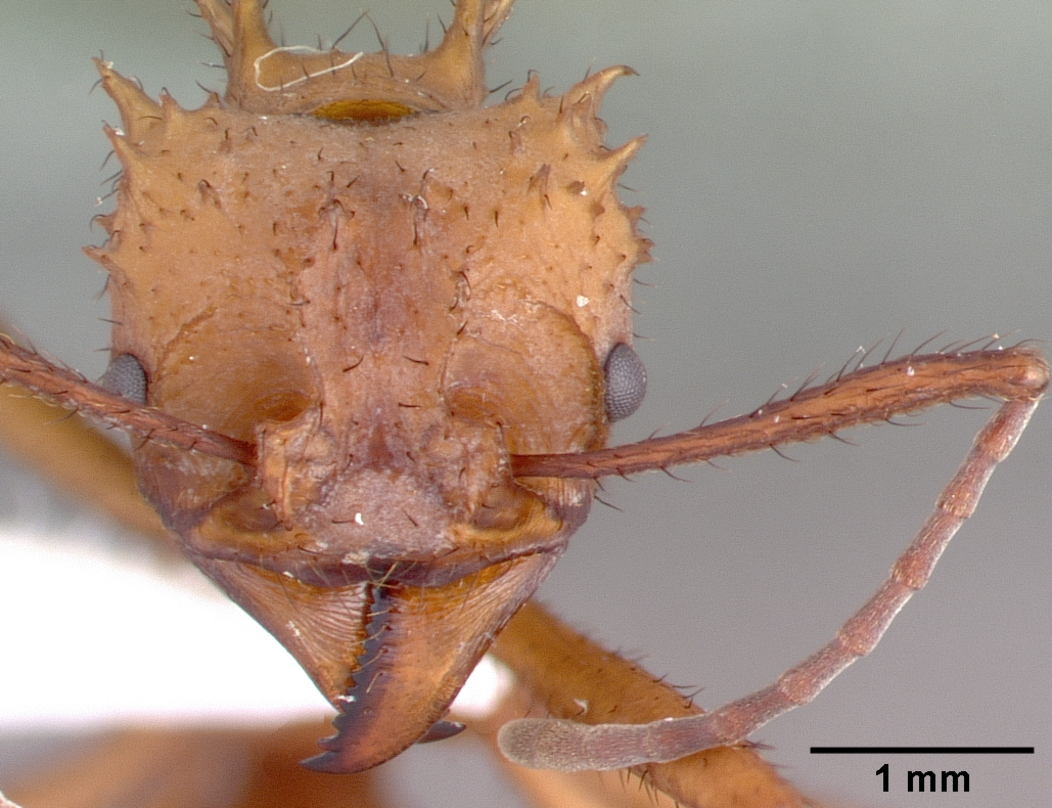
Acromyrmex octospinosus

Acromyrmex octospinosus (лат.) — вид муравьёв-листорезов из трибы грибководов Attini подсемейства Myrmicinae (Formicidae).

## Описание
Неотропика: Бразилия, Венесуэла, Тринидад. Длина солдат около 7,5 мм. Характерны своим тесным симбиозом с грибами, выращиваемыми в земляных муравейниках на основе листовой пережёванной массы.
Метаплевральные железы отдельных рабочих A. octospinosus и Acromyrmex echinatior непропорционально большие и разные по размеру.

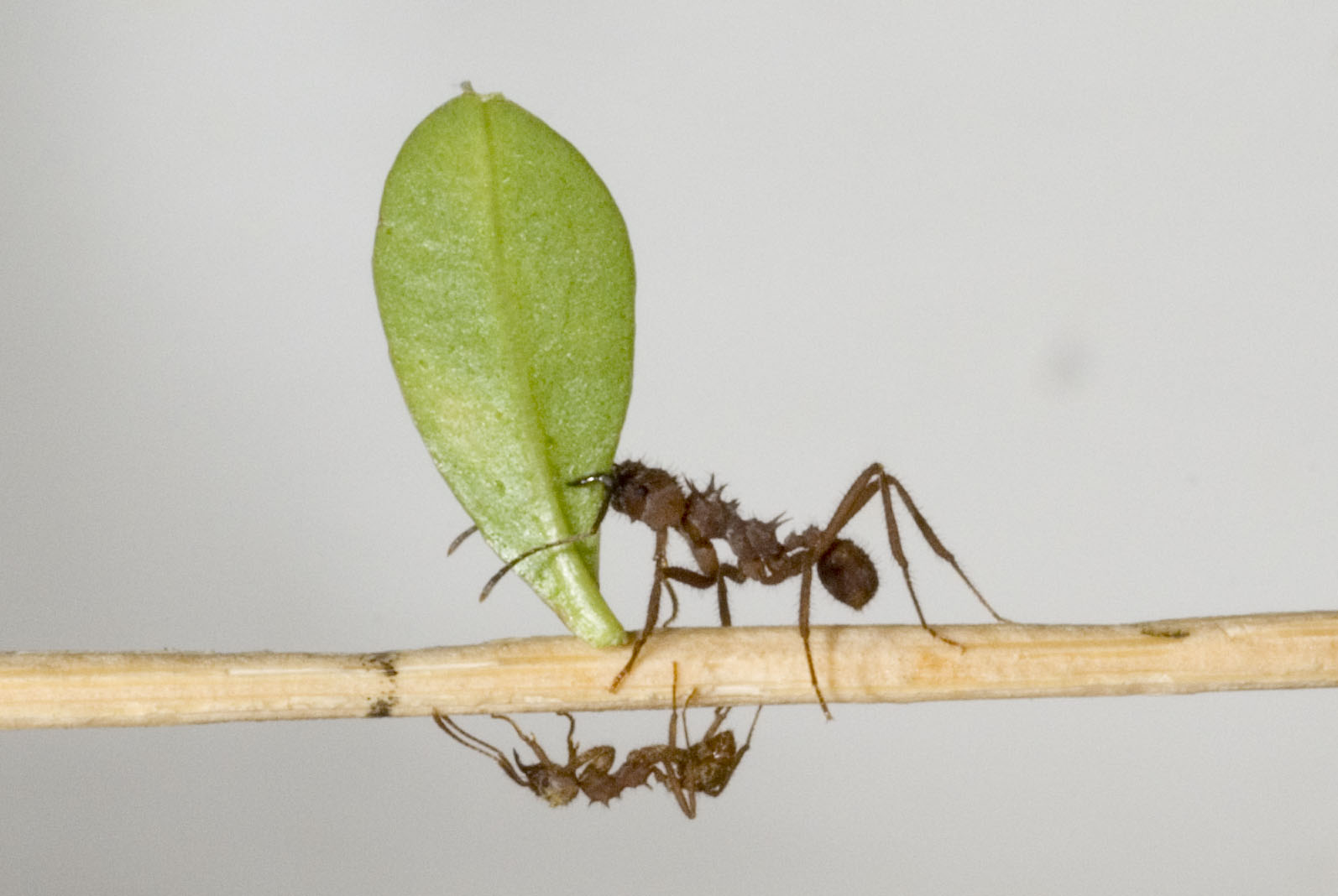

## Классификация
Первоначально был описан под названием Formica octospinosa Reich. Подвиды Acromyrmex octospinosus volcanus Wheeler, 1937 и Acromyrmex octospinosus echinatior Forel, 1899 был выделен в отдельные виды Acromyrmex volcanus (в 1993 году) и Acromyrmex echinatior (1998), соответственно.

### Подвиды
Выделяют несколько подвидов.
- Acromyrmex octospinosus cubanus Wheeler, 1937
- Acromyrmex octospinosus ekchuah Wheeler, 1937
- Acromyrmex octospinosus inti Wheeler, 1937
- Acromyrmex octospinosus octospinosus Reich, 1793

### Синонимы
- Formica octospinosa Reich
- Atta octospinosa (Reich)
- Acromyrmex guentheri (Forel)